# Gundadalur

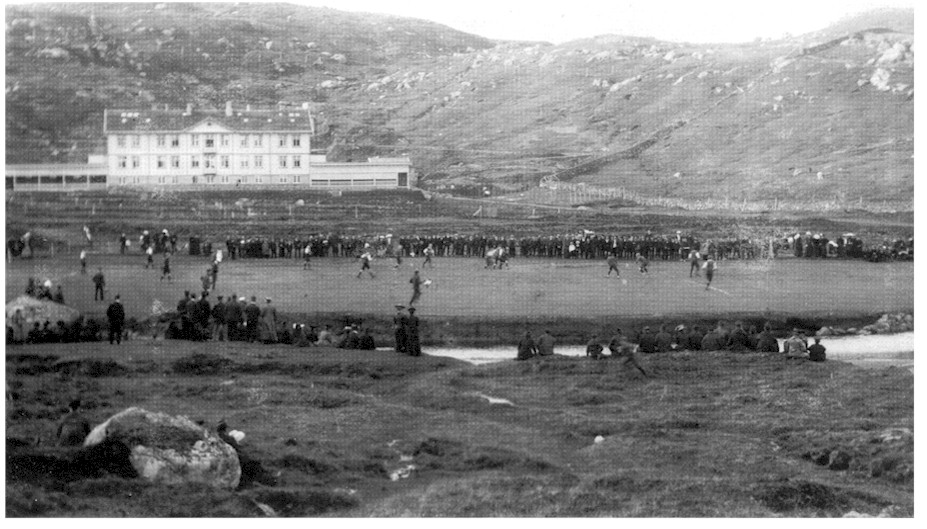
Najstarsze zachowane zdjęcie stadionu Gundadalur – 18 lipca 1909, HB Tórshavn – TB Tvøroyri (3:1).

Gundadalur – największy kompleks sportowy na Wyspach Owczych, zlokalizowany w Thorshavn, obejmujący trzy boiska do piłki nożnej. Największym obiektem jest Tórsvøllur (stadion narodowy Wysp Owczych). Obok usytuowane jest najstarsze boisko w kraju, wybudowane w 1909 r. Trzecie boisko otwarto w 1975 r. Pierwotnie posiadało ono jedną trybunę, jednak w latach 90. XX wieku wybudowano dwie kolejne, niemal identyczne (na 417 miejsc i 414 miejsc), które od tego czasu są siedzibami dwóch klubów, odpowiednio B36 Tórshavn i HB Tórshavn. Wymiana nawierzchni wszystkich boisk miała miejsce w 1986 r., 1998 r. i 2007 r.